# Nico Roig
Nico Roig (Barcelona, 1976) es un cantante, compositor y músico español. Hasta 2020 ha producido cuatro álbumes en solitario. También ha colaborado como guitarrista para varios proyectos musicales en Cataluña y también en Bruselas, donde ha vivido durante años.

## Biografía
Nico Roig estudió jazz y composición en su ciudad natal Barcelona, y desde el año 2000 continuó sus estudios en el conservatorio musical de Lieja. Después vivió temporadas en la ciudad de Bruselas, donde participó en proyectos musicales como Os Meus Shorts y The Crappy Mini Band. Con el último grupo realizó giras en Japón, en Países Bajos, en Italia y en España.
En 2011 regresó a Barcelona. Grabó su primer álbum en solitario – Tonada del genoma humano – con la discográfica Amniótico Records, dirigida por Pau Vallvé. El álbum destacó con letras inquietantes y una cierta cantidad de humor . Dos años más tarde produjo el álbum Las mujeres macabras, donde elaboró su universo oscuro pero también inocente. Junto a su carrera personal tocó la guitarra eléctrica en las giras de otros artistas como Pau Vallvé, Maria Coma y Raül Fernández Refree. En 2014 también publicó el segundo álbum de Os Meus Shorts.
Presentó su tercer álbum en 2016. Con las trece canciones de Vol.71 se alejó de su estilo de cantautor de los álbumes anteriores por unos arreglos más orquestales y una música más experimental. Críticos la compararon con el rock progresivo del Reino Unido.
Nico Roig ha trabajado con composiciones de cine, incluyendo "Zumo de sandía" para la película del mismo nombre (2019). Roig va después reutilizarlo en su cuarto álbum Yo siempre sueño que sí, que editó en el 2020. Por este disco experimentó con música tridimensional.

## Discografía

### Nico Rojo

#### Tonada del Genoma Humano(2011) – Amniótico Recuerdos[11]
1. Tonada del Genoma Humano
2. La Gente Así
3. Autobús Vacío
4. Yo Soy la Niña
5. Miguel
6. Sólo una Parte
7. La Foto
8. La Iaia
9. Hemos Hecho Hijos Massa Guapos
10. Última Momento
11. Vuelve a Empezar

#### Las Mujeres Macabres (2013) – Amniótico Recuerdos[11]
1. Tocadiscos
2. Las Mujeres Macabras
3. Peores Momentos
4. Avísame
5. La Gamba
6. Sunrise in the Motherland
7. Alba
8. El Correo
9. Lo Mejor
10. No Nos Han Escogido

#### Vuelo. 71(2016) – Discos Quatreguineus[11]
1. Pre
2. Vuelo. 83
3. Cuando todavía
4. Érase una vez el suelo
5. Perro
6. Cuando duermen
7. Patufet
8. Cuatro zorros
9. Camino
10. GPS
11. El gran baño
12. Soy tan lento
13. La palmera

#### Yo Siempre Sueño Que Sí(2020) – U98 Music[12]
1. Si No Tiene Ningún Sentido
2. Yo Siempre Sueño Que Sí
3. Eras Bueno
4. ¿Y qué?
5. Qué Haces Aquí Tan Sola
6. Una Forma de Esperanza
7. Alma
8. Una Leve Luz
9. Zumo de Sandía

La gira de Nico Roig, en la que se presentó este álbum de abril de 2020, se basó en la tecnología del audio en 360° y adoptó unas características muy especiales. La audiencia escuchaba los conciertos, que eran en formato 3D y sonido binaural, con auriculares, ya que el micrófono que utilizaban los músicos (KU 100 Dummy Head, de Neumann) permite grabar la procedencia del sonido de forma excelente, a través de tecnología innovadora. Por eso, para poder experimentar este formato de audio, era preciso que los oyentes hicieran uso de auriculares.
El micrófono a través del cual cantaban en los conciertos, que fueron de pequeño formato y se realizaron principalmente en auditorios, tiene forma de cabeza humana y se ubica en el centro del escenario. De esta forma los artistas podían saber desde dónde debían tocar y los espectadores podían entender el paralelismo entre lo que veían y lo que sentían. Este tipo de audio permite diferenciar el grado en el que el sonido se sitúa entre derecha e izquierda, arriba y abajo, o lejano y cercano, y, por tanto. desde donde procede la música que generan los artistas. Así el público se puede poner en el sitio del autor mientras escribía el álbum.
Parte de un sitio muy personal, que pasa de momentos oscuros a esplendorosos: "Cuando dices es honesto da mucha rabia, pero sí que hay algo real para mí, que a mí me hace llorar". El videoclip de Roig, por ejemplo, muestra el fondo de este "lago profundo": "Una inmersión en los lados más oscuros de nosotros, donde encontrar finalmente una luz".
Esta gira pasó por lugares como: el Auditorio de la Mercè (Gerona); el Auditorio de Barcelona (Barcelona); el Festival Griego, La Pedrera (Barcelona); Teatro La Sala (Rubí ); El Vapor (Terraza); o La Atlántida de Vich. En estos sitios Nico Roig presenta el álbum de mirada introspectiva, que parte de la esperanza y el humor. Acompañado por el dúo de voces Tarta Relena ( Marta Torrella y Helena Ros), con quien había grabado el disco, pasa por senderos espirituales y racionales, recorridos por quienes quieren conseguir amor, esperanza, y felicidad. Las sonoridades intangibles y desquiciantes llegan al público también de la mano de Lucía Fumero, Marina Herlop, Cote Fournier y Marco Morgione.

### Os Meus Shorts
- Os Mis Shorts (2009) – Autoedición
- Hueso Mis Shorts II (2014) – Bankrobber/Gandula/UltraLocal

### Música de Rabbits
- Rabbit (2007) – Autoedición

### The Crappy Mini Band
- The Crappy Mini Band (2008) – Autoedición
- Licking Forward (2010) – La Madamme Avec Le Chien
- Live at Les Ateliers Claus, april 17th 2011 (2019) – Silent Water